# Karatepe
Karatepe est un site archéologique de Turquie, datant de l'Âge du fer et correspondant à l'ancienne cité néo-hittite d'Azatiwataya. Il est localisé en Cilicie, à une centaine de kilomètres au nord-est de la ville actuelle d'Adana, dans la vallée de la rivière Ceyhan. Une inscription bilingue en phénicien et louvite (en) du VIIIe siècle av. J.-C. y a été découverte en 1946.

## Historique
La première rumeur sur le site à des archéologues date de l'automne 1945. Lors d'un voyage de reconnaissance par une équipe de l'Université d'Istanbul dirigée par H. Th. Bossert (de), incluant Nihal Ongunsu, Muhibbe Darga, Halet Çambel et accompagné par Ali Riza Yalgin de la Direction générale turque des monuments et musées antiques enquêtait dans les environs de Feke. En raison de l'approche de l'hiver, cette rumeur ne put être vérifiée que lors d'un deuxième voyage avec une équipe composée alors de Helmuth Th. Bossert, Halet Çambel, Naci Kum (directeur du musée d'Adana) et d'un enseignant local, Ekrem Kuşcu en février 1946 et le site archéologique reconnu,. Revisité au printemps 1947, il a fait l'objet de fouilles dès l'automne, du 11 septembre 1947 au 7 décembre 1947. L'équipe est alors constituée de Helmuth Th. Bossert, U. Bahadır Alkım, Halet Çambel, Nihal Ongunsu et de l'architecte İbrahim Süzen, qui ont été assistés pendant une partie de la saison par Franz Steinheer, Muhibbe Darga et Heinz Anstock; l'expédition est financée par l'Institut Archéologique d'Istanbul et la Société historique turque.

## Découvertes archéologiques
Le site de Karatepe a été construit vers le IXe siècle ou le VIIIe siècle av. J.-C. (la datation est débattue) par Azatiwatas, roi d'Adana qui lui a donné son nom, qui était lui-même un vassal du roi Urikki de Qué, et donc un roitelet qui n'a pas joué un rôle majeur dans l'espace syro-anatolien à cette période.
Il s'agit d'un petit site fortifié d'environ 200 sur 400 mètres, situé au sommet d'une colline entourée par une puissante muraille, et sans doute destiné à protéger une des frontières du royaume d'Adana. Cinq inscriptions retrouvées sur des portes, des bas-reliefs et une statue, deux en hiéroglyphes hittites et trois en alphabet phénicien, commémorent sa fondation. L'une d'entre elles, faisant une soixantaine de lignes, est la plus longue inscription en alphabet phénicien connue. Auparavant, le plus long texte phénicien était celui du sarcophage d'Eshmunazar II.
De fait, la culture de Karatepe à cette période révèle autant une appartenance à la nébuleuse néo-hittite qu'une forte influence phénicienne.
Les éléments les plus notables de ce site à côté de ses inscriptions monumentales sont les nombreux bas-reliefs sur orthostates et des sculptures de lions gardiens de porte, qui sont remarquables du point de vue de la variété des thèmes abordés, et les différentes influences brassées (hittite, phénicienne, assyrienne).